# ダービー・レースコースのローマ定住地
ダービー・レースコースのローマ定住地（ダービー・レースコースのローマていじゅうち、英: Derby Racecourse Roman settlement）はダービーで3番目の定住地であり、当時のデルベンティオはブリタンニアのローマ属州における小さな町であった。この定住地はイングランド・ダービーシャー州のダービー郊外にあたるリトル・チェスターのデルベンティオ砦から東へ 600 メートル行った所にあった。デルベンティオからトレント川を横切りソウレイへと向かうローマ街道がこの定住地を通っていた。ここは歴史的な指定記念物に指定されている。

## 概要
この地域の最初のローマ砦は、ダーウェント川対岸のストラッツ・パークに造られた。この砦は紀元80年頃、リトル・チェスターの砦に置き換えられたが、その砦も 40 年ほど使われただけで放棄された。その後、さらに 25 年間再使用された時期があり、3世紀末に町の周囲に石壁が築かれるまでまた放棄された。当時リトル・チェスターの広範囲にわたってローマ人が活動していたという証拠がある。ダービー・レースコースのローマ定住地が開かれたのは紀元90年頃である。ここはローマ砦に伴って民間人の定住が行なわれた重要な事例であると、イングリッシュ・ヘリテッジは考えている。ローマ軍の砦がある所（この場合ならばデルベンティオ）には、それに付随して民間人の定住が行なわれた。これは先住民のコーノヴィアイがローマの生活様式を受け入れ、ローマ経済に組み込まれつつあった事を示している。いわゆる、ローマ化である。
ここでは陶器窯が見つかっており、これらは紀元90年から、製鉄が始まった2世紀半ばにかけてのものである。写真の水差しはこの定住地で焼かれ、現在はダービー博物館に保管されている。また広い共同墓地には、5つの石からなる廟がある。

## 歴史

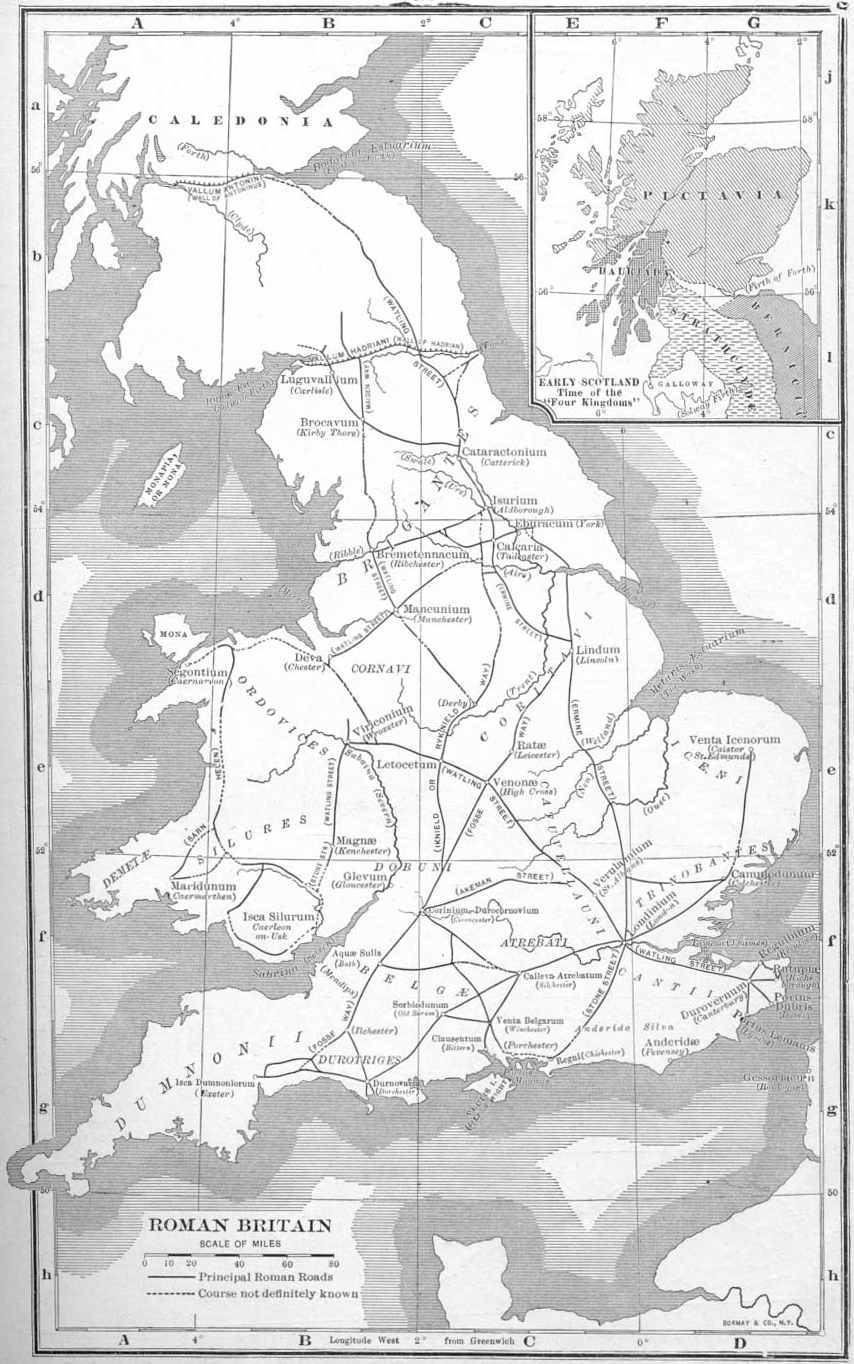

ブリタンニアのこの地域はコーノヴィアイと呼ばれる部族が住んでいた。紀元46年-47年の時点で、アウルス・プラウティウス総督に率いられたローマ軍は、おそらくはこの地をトレント川の南に至るまで占領しており、紀元50年にはここは国境の地であった。この時代に関する文献は乏しいため、研究は考古学的な発掘に頼ることになる。47年の末、ブリテンの新しい総督となったオストリウス・スカプラは西部山地地帯（現在のウェールズ）およびチェシャー平野の諸部族に対して軍事行動を開始した。その間、ロクシターとロッシントンを結ぶ補給路に沿って砦がいくつか新しく造られ、ストラッツ・パークのローマ砦もその一つにあたる。
クゥイントゥス・ヴェラニウス総督とその後任ガイウス・スエトニウス・パウリヌスの下でサイルァリズたちの征服が続けられたが、その頃にはストラッツ・パーク砦の役割は治安維持に変わっていた。74年頃、マージー川の北側で争乱が起こり、カルティマンドゥア女王はローマ軍に対し、反乱鎮圧の援軍を要請した。そして紀元78年、グナエウス・ユリウス・アグリコラが総督となった。彼は義理の息子タキトゥスが記した、非常に賛美に満ちた伝記によって著名である。彼はこの砦を強化し、道路を整備し、今も文献で詳らかとなっている一連の軍事行動を率いた。まず紀元78年に北ウェールズを再征服し、次いで79年にブリガンティズとパリジアイを征服し、北イングランドを現在のスコットランドとの境界まで占領した。ストラッツ・パーク砦は放棄され、紀元80年にデルベンティオ砦が造られた。

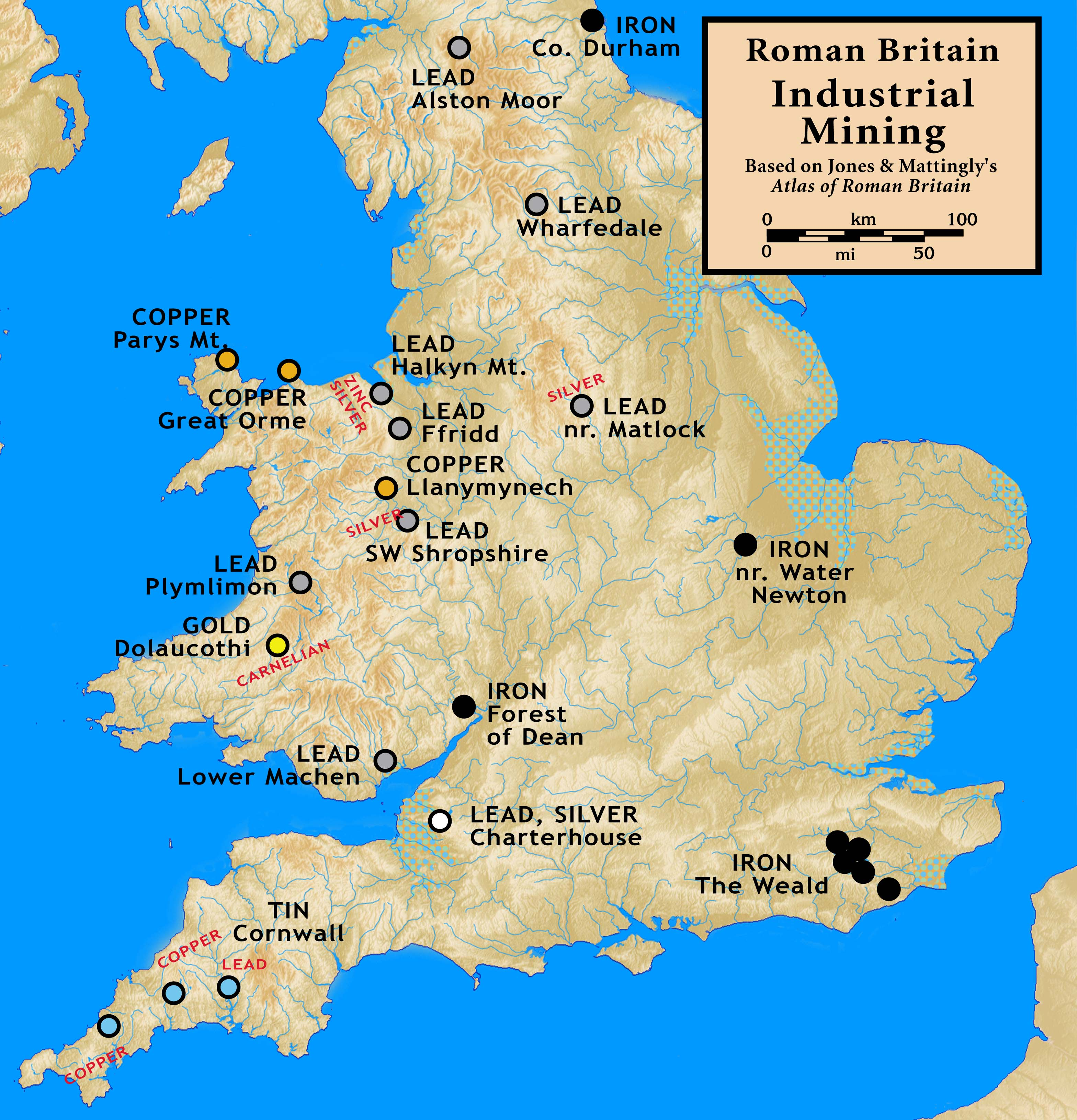

ハドリアヌス帝は120年にブリタンニアを訪れ、長城の建設を命じた。ブリタンニアには常に多くの駐屯軍がいたが、政策の重点は産業による生産へと移っていた。ダービーでは陶器が生産され、また後に金属加工の中心地となるピーク・ディストリクトにある北の鉛鉱山との関係を保った。この状況がその後200年間ほど続いた。